# فنسنت غالو
فنسنت غالو (بالإنجليزية: Vincent Gallo)‏ (و. 1961 – م) هو عازف قيثارة، ومغني، ومخرج سينمائي، وممثل، وكاتِب، وملحن، ومونتير، وكاتب سيناريو، وعارض، من الولايات المتحدة الأمريكية، ولد في بوفالو، نيويورك، هو عضوٌ في الحزب الجمهوري.

## وصلات خارجية
- فنسنت غالو على موقع IMDb (الإنجليزية)
- فنسنت غالو على موقع مونزينجر (الألمانية)
- فنسنت غالو على موقع قاعدة بيانات الأفلام العربية
- فنسنت غالو على موقع ألو سيني (الفرنسية)
- فنسنت غالو على موقع ميوزك برينز (الإنجليزية)
- فنسنت غالو على موقع أول موفي (الإنجليزية)
- فنسنت غالو على موقع بوكس أوفيس موجو (الإنجليزية)
- فنسنت غالو على موقع قاعدة بيانات الأفلام السويدية (السويدية)
- فنسنت غالو على موقع إن إن دي بي (الإنجليزية)
- فنسنت غالو على موقع أول ميوزيك (الإنجليزية)